# Acetonitrila
Acetonitrila (também tratada pela sigla ACN), ou cianeto de metila, é o composto químico com fórmula CH3CN. Este líquido incolor é a mais simples nitrila orgânica. É produzida principalmente como um subproduto da produção de acrilonitrila. É largamente usada como um solvente polar aprótico em química sintética, e como um solvente de polaridade média em HPLC.